# Distrito de St. Albans
St. Albans es un distrito no metropolitano con el estatus de ciudad, ubicado en el condado de Hertfordshire (Inglaterra). Fue constituido el 1 de abril de 1974 bajo la Ley de Gobierno Local de 1972 como una fusión del municipio de St. Albans, el distrito urbano de Harpenden y parte del distrito rural de St. Albans. Según el censo de 2001 realizado por la Oficina Nacional de Estadística británica, St. Albans tiene 161,18 km² de superficie y 129 005 habitantes.